# Marcel Kommissin
Marcel Kommissin (* 2. Januar 1979 in Lima, Peru) ist ein ehemaliger deutscher Schauspieler. 

## Leben
Kommissin wurde in Peru geboren und als Kleinkind adoptiert. Er wuchs in Lohmar auf.
Im deutschen Fernsehen wurde er als Darsteller des Manoel Griese in der ARD-Serie Lindenstraße bekannt. Diese Rolle spielte er von 1987 bis 1994 (Folgen 95 bis 471). Im Jahr 2000 hatte er in einer weiteren Folge einen Gastauftritt als Manoel.
Kommissin arbeitet für Film und Fernsehen (Tatort, Mensch Markus) hinter der Kamera in der Aufnahmeleitung.
Er lebt mit seiner Lebensgefährtin und Sohn in Lohmar.